# Синявець торфовищний
Синявець торфовищний (Agriades optilete) — вид денних метеликів родини Синявцеві (Lycaenidae).

## Поширення
Вид поширений у помірному та субарктичному поясі Європи, Північної Азії, на північному заході Північної Америки. В Україні спорадично трапляється у лісовій та лісостеповій зонах, у Карпатах до 1200 м над рівнем моря.

## Опис
Довжина переднього крила 10-15 мм. Верхня сторона крил темна, синьо-фіолетова у самця і темно-коричнева у самиці. Нижня сторона крил сіра з великими чорними плямами — у самиць і самців однакова. У заднього краю задніх крил знаходиться одна або дві червоно-синіх плями.

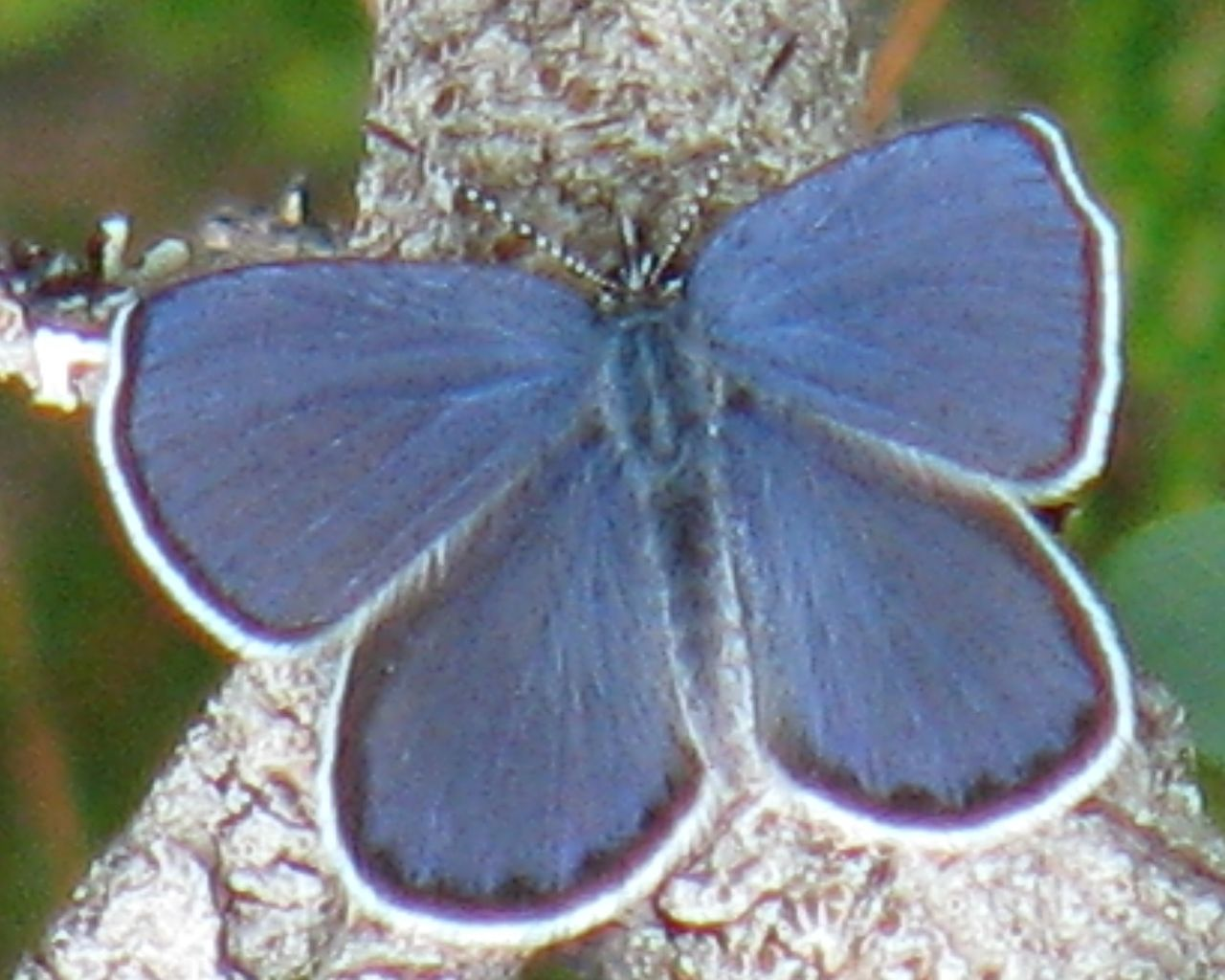
Самець
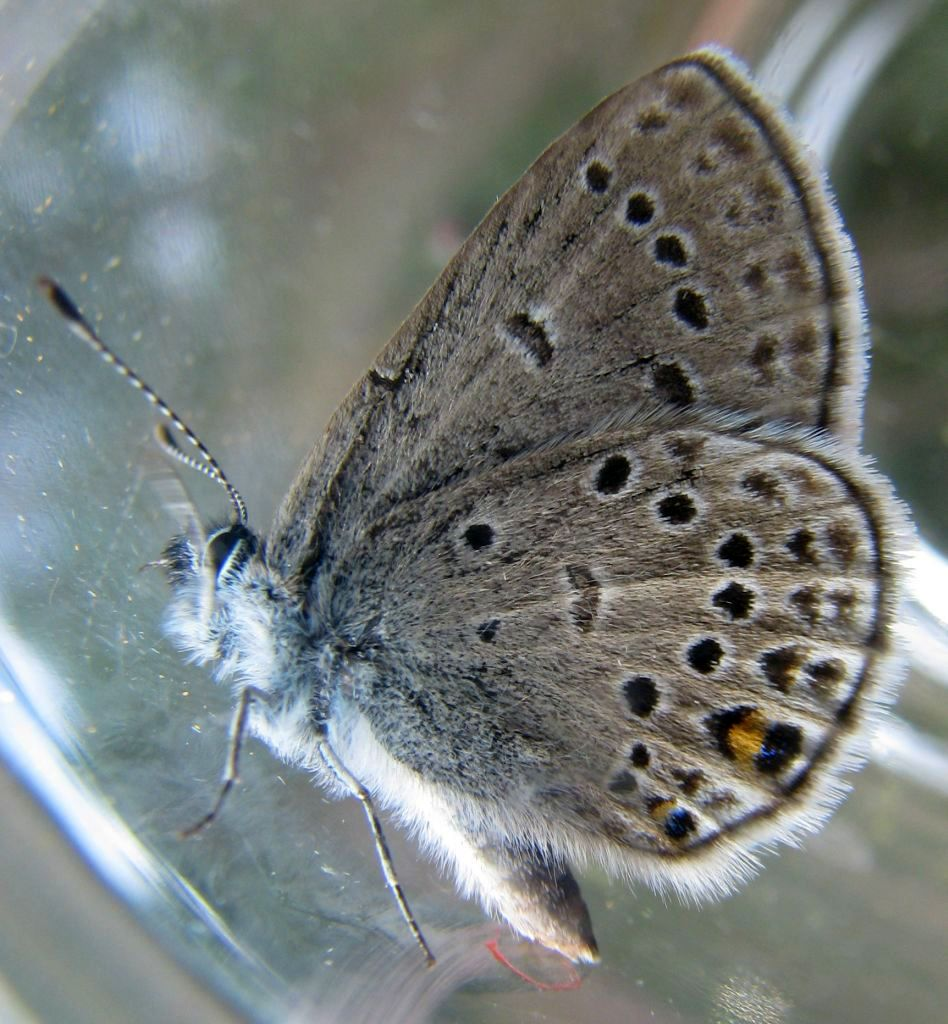
Нижня сторона

## Спосіб життя
Трапляється на торфовищних та верхових болотах, у заболочених соснових лісах, вологих луках. Метелики літають з червня по серпень. Самиці відкладають яйця по одному на листя, квіти чи стебла кормових рослин. Гусінь живиться журавлиною, водянкою, чорницею.